# Freevial
El Freevial és una plataforma per realitzar concursos de preguntes per equips amb unes normes semblants al Trivial. Està pensat per a ser utilitzat en festes i trobades diverses, disposant d'un projector i altaveus (encara que aquests no són imprescindibles), i disposa de gràfics semblants als utilitzats als programes de televisió. El projecte és desenvolupat per alguns membres de l'Ubuntu en català utilitzant Python i la llibreria pygame, i està disponible de franc sota la llicència GPLv3.

## Descripció del joc
El joc està pensat per a competicions de fins a 6 diferents jugadors o equips, que hauran de respondre correctament les preguntes que se'ls anirà plantejant. El Freevial ofereix tot un seguit de formes de joc, però la predeterminada és la següent: per cada pregunta correcte, l'equip rebrà una porció de la temàtica que han encertat, acabant el joc quan un dels equips aconsegueixi completar tota la porció que forma el logotip del Freevial, guanyant la partida el jugador que hagi respost més preguntes correctes (i no ha de ser necessàriament el mateix que hagi aconseguit totes les porcions, com sí que passa al tradicional Trivial Pursuit).
A finals de l'any 2008 hi ha disponibles més d'una dotzena de categories de tota classe. Totes aquestes estan en català, per ja s'ha començat a treballar a elaborar categories en altres llengües.

## Alguns trucs
- Per a seleccionar les categories (temes de preguntes) amb què es juga, quan estàs a la pantalla de creació d'equips polses F1 i després F5 de forma insistent.